# 彎紋細棘鰕虎魚
彎紋細棘鰕虎魚，为輻鰭魚綱虾虎鱼亚目鰕虎鱼科的其中一種，分布於西印度洋區的莫三比克至南非及西北太平洋區的日本海域，本魚體尾柄及尾部具有深色橫帶，背鰭硬棘5枚，背鰭軟條9枚，臀鰭硬棘1枚，臀鰭軟條9枚，體長可達10公分，棲息在河口及沿岸的泥底質淺水處。

## 扩展阅读
維基物種上的相關：彎紋細棘鰕虎魚